# Matthias Döring
Matthias Döring, nemški frančiškan, zgodovinar in teolog, * 139?, Kyritz, † 24. julij 1469.
1. ↑  data.bnf.fr: platforma za odprte podatke — 2011.
2. ↑  Nacionalna knjižnica Portugalske — 1796.